# 337 г. пр.н.е.
337 (триста тридесет и седма) година преди новата ера (пр.н.е.) е година от доюлианския (Помпилийски) римски календар.

## Събития

### В Гърция
- През зимата или пролетта представители на всички гръцки градове и държави са свикани в Коринт на събрание. Единственото изключение е град Спарта, който отказва да се отзове. На събранието е приет общ мир между всички страни като негов гарант става цар Филип II Македонски. Създава се общ орган (синедрион) с представители на всички участващи, който да следи за налагането и спазването на мира. Държавите членки взимат участие на пропорционален принцип като всяка получава брой на представители и гласове съобразно военната си тежест. Държавите се задължават да не приемат вражески действия, чрез война или подривна дейност, една срещу друга. Синодът е натоварен да арбитрира спорове и нарушения на мира, да избере общ военен командир и да събира войски, които да служат под неговото командване.[1]
- На втора среща между делегатите през пролетта или лятото официално е институционализиран синедриона на т.нар. Коринтски съюз и за негов хегемон е избран Филип II. Освен това е взето решение да се обяви война на Персийската империя като възмездие за разграбването и разрушаването на гръцките светилища от персийците 150 години по-рано.[1]
- Началото на кампанията срещу Персия е насрочено за пролетта на следващата година, а междувременно през лятото на тази вниманието на Филип е концентрирано върху Илирия, където той с военна демонстрация се опитва да откаже местните племена от опити за бунтове.[2]

### В Римската република
- Консули са Гай Сулпиций Лонг и Публий Елий Пет.
- Започва военна кампания срещу сидицините, аврунки и волските.[3]

## Починали
- Тимолеон, коринтянин от аристократична фамилия, пълководец и държавник (роден ок. 411 г. пр.н.е.)
- Ариобарзан II, персиец, управлявал от 363 пр.н.е. до 337 пр.н.е. град Киос в Мизия, на източния бряг на Мраморно море
- Дионисий Младши, тиран на град Сиракуза (роден ок. 397 г. пр.н.е.)